# Сінгапурський долар
Сінгапурський долар (код: SGD, символ — $ або S$) — офіційна валюта Сінгапуру. Поділяється на 100 сінгапурських центів. Як і всі долари своїм символом має $, але за потреби вирізнити від інших доларових валют використовується символ S$. Емісійний інститут — Грошово-кредитне управління Сінгапуру.
За даними Банку міжнародних розрахунків, сінгапурський долар входить в топ-20 найпоширеніших за часткою торгівлі валют у світі. Це, незважаючи на невеликі розміри країни-емітента, викликано статусом Сінгапуру як одного з найбільших фінансових центрів і бізнес-хабів Азії та світу.

## Історія
Між 1845 та 1939 роками Сінгапур використовував «Долар Проток». Після цього його було замінено на «Малайський долар», та з 1953 року — на «Долар Малайї та Британського Борнео», який було випущено Радою уповноважених із грошового обороту в Малайї та Британському Борнео.
Сінгапур продовжував використовувати єдину валюту і після приєднання до Малайзії 1963 року, але за два роки після проголошення незалежності від Малайзії 1965 року грошово-кредитний союз між Малайзією, Сінгапуром та Брунеєм розпався. 7 квітня 1967 року Сінгапур започаткував валютне відомство та випустив свої перші монети й банкноти. Сінгапурський долар був змінним за номіналом з малайзійським рингітом до 1973. Взаємна замінність із Брунейським доларом збереглась. Сінгапурський долар був первинно прив'язаний до британського фунта у співвідношенні 60:7.
1 жовтня 2002 року Валютне відомство Сінгапуру було ліквідовано, його функції, власність і борги були передані Міністерству фінансів Сінгапуру.

## Монети

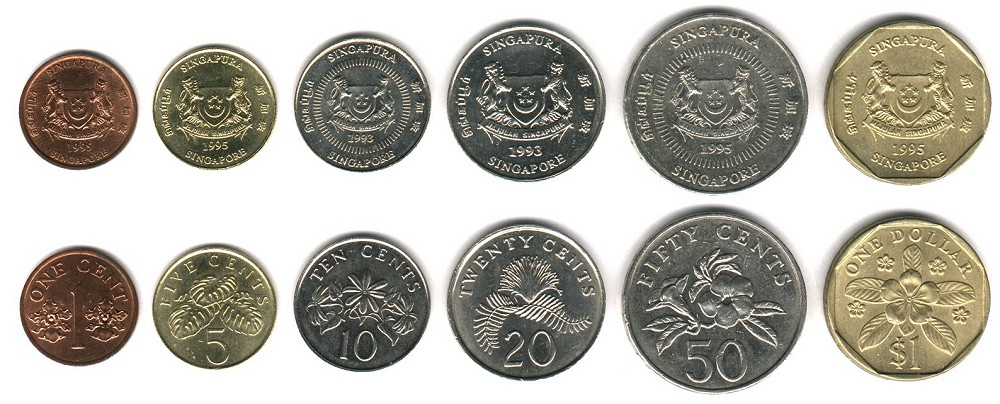
Монети Сінгапуру

1967 року було запроваджено першу серію монет: 1, 5, 10, 20 і 50 центів та 1 долар. За винятком бронзового 1 цента ці монети були з міднонікелієвого сплаву. 1985 вийшла друга серія монет, яка була запроваджена у тих же найменуваннях. Розміри монет були зменшені (найбільш суттєво для великих найменувань), і 5 центів були з алюмінієвої бронзи. 1987 року монета за 1 долар була ще зменшена у розмірі та виготовлялась з алюмінієвої бронзи.
Нині на монетах Сінгапуру можна побачити Герб Сінгапуру на аверсі, та квіткові композиції на реверсі.

## Банкноти
12 червня 1967 перший ряд купюр, відомих як серія Орхідея, були введені у номіналах 1, 5, 10, 50, 100 і 1000 доларів. Купюри номіналами у 25 і 500 доларів були запроваджені у вжиток 1972 року, а також 10 000 — 1973. Між 1976 і 1980 була введена у вжиток серія Птахи, включаючи купюру в 20 доларів, введену 1979 року. Ця серія не включала банкноту в 25 доларів. Серія Судна була введена між 1985 і 1989 роками у тих же номіналах за винятком відсутності купюри в розмірі 20 доларів. 1990 року була введена банкнота у 2 долари.
На аверсах усіх бон сінгапурського долара зображений перший президент Сінгапуру Юсуф бен Ісхак.

## Валютний курс
Станом на 25 березня 2025, валютний курс сінгапурського долара (за даними МВФ, ЄЦБ та НБУ) становить 1,339 сінгапурського долара за 1 долар США (0,7469 долара США за 1 сінгапурський долар), 1,449 сінгапурського долара за 1 євро (0,69 євро за 1 сінгапурський долар) та 0,03214 сінгапурського долара за 1 гривню (31,11 гривень за 1 сінгапурський долар).

## Цікаві факти
- Банкнота номіналом 10000 сінгапурських доларів є найдорожчою у світі. Хоча Грошово-кредитне управління Сінгапуру через впровадження електронних розрахунків, з 1 жовтня 2014 року припинило випуск банкнот цього номіналу і проводить їх вилучення з обігу. Тим не менш, до повного вилучення вони залишаються законним платіжним засобом на території Сінгапуру. Друге місце за вартістю займає банкнота в 1000 швейцарських франків, третє — 500 євро.